# Hôtel Imperial (Karlovy Vary)
Pour les articles homonymes, voir Hôtel Impérial.
L'Hôtel Imperial, datant du début du XXe siècle, est l'un des hôtels les plus importants et les plus luxueux de la station thermale de Karlovy Vary en Tchéquie.

## Histoire
Le banquier et homme d'affaires de Karlovy Vary, Alfred Schwalbe, a eu l'idée de construire ce grand hôtel. L'hôtel est construit de 1910 à 1912 et inauguré le 18 juin 1912.
L'Imperial acquit rapidement une renommée mondiale. Au moment de sa création, Karlovy Vary accueillait 70 000 visiteurs par an, soit la plus grande fréquentation de toute l'histoire de la ville thermale. Durant cette période, les invités venus d'outre-mer et d'Angleterre ont  apporté avec eux un nouveau type de divertissement et un changement de style de vie. Des courts de tennis, des terrains de golf et une piste de course ont été construits dans la ville.
L'afflux de curistes a ensuite été perturbé à la fois par la Première Guerre mondiale et par l'attractivité des stations thermales marines, en particulier de la Côte d'Azur, et après la guerre également des stations alpines modernes. S'ensuit une crise économique prolongée, suivie par la Seconde Guerre mondiale et avec elle l'effondrement de l'industrie thermale de Karlovy Vary. À partir de 1940, les enfants furent hébergés dans le bâtiment hôtelier fermé dans le cadre du programme Kinderlandverschickung et plus tard, il fut transformé en Réserve de l'armée allemande.
En 1945, sur la base des Décrets Beneš, le bâtiment fut confisqué et offert par le gouvernement tchécoslovaque, ainsi que plusieurs autres installations thermales de Karlovy Vary, à l'Union soviétique en remerciement pour la libération de la Tchécoslovaquie. La gestion du bâtiment fut reprise par l'administration militaire soviétique et, à partir de 1947, par le ministère de la Santé de l'URSS. En 1957, l'Union soviétique a transféré le bâtiment du sanatorium impérial à l'État tchécoslovaque.
À partir de 1961, des clients d'autres pays socialistes ont commencé à venir dans  l'hôtel et à partir de 1963, les premiers clients occidentaux.
Dans les années 1960 et 1970, le bâtiment de l'Hôtel Impérial a subi de nouvelles reconstructions. En 1984, une extension de la propre activité balnéo a été ouverte. En 1990, le monopole d’État qui durait depuis des décennies a pris fin et des sociétés par actions et des propriétaires privés ont pris le relais. Un nouveau chapitre dans l'histoire de l'Hôtel Impérial a été ouvert en 1992 par la société anonyme Imperial Karlovy Vary, qui a redonné à l'hôtel son éclat d'origine grâce à une rénovation générale achevée en 2003.

## Invités célèbres
Parmi les invités célèbres de l'Hôtel Impérial figurent, par exemple, des membres de la famille Rothschild ou de la noble famille polonaise Potocki. Le grand-duc de Russie Pavel, le compositeur de musique Richard Strauss, les stars hollywoodiennes Douglas Fairbanks et son épouse Mary Pickford, les princes, les maharajas, les industriels influents de leur temps et, enfin les hommes politiques et les présidents, comme Tomáš Masaryk ou Václav Klaus y ont séjourné.

## Films
- 2009 : Veni, vidi, vici
- 2017 : Je souhaite avoir[1]

## Téléphériques
Au début du XXe siècle, deux téléphériques terrestres ont été construits à proximité de l'hôtel. Le téléphérique impérial de 1907 est toujours en service aujourd'hui dans le cadre des transports publics de la ville, le téléphérique Slovenská - Imperial était en service de 1912 à 1959.